# Eiszeit – New York 2012
Eiszeit – New York 2012 (Originaltitel 2012: Ice Age, deutscher Verweistitel 2012: Das Jahr in dem die Erde gefriert) ist ein US-amerikanischer Katastrophenfilm aus dem Jahr 2011 von Travis Fort.

## Handlung
Starke vulkanische Eruptionen erschüttern den Inselstaat Island. Aufgrund der starken Erschütterungen löst sich eine große Gletschermasse aus Packeis von Island ab und bewegt sich mit rasanter Geschwindigkeit über den Atlantik in Richtung Nordamerika. Die Handlung springt in den US-Bundesstaat Maine. Ohne Kenntnisse über die nahende Katastrophe fährt der Wissenschaftler Bill Hart gemeinsam mit seinem Sohn Nelson seine Tochter Julia zum Flughafen. Diese will den nächsten Flieger nehmen und nach New York City fliegen, wo sie studiert. Wenig später kontaktiert Bill den mit ihm befreundeten Wissenschaftler Dr. Divya, der in Island ist und Bill darüber informiert, dass ein 200 Meilen großes Schelfeis sich von Island abgelöst hat. Während des Telefonats wird er Opfer der Vulkanausbrüche.
Bill fährt mit seinem Sohn zum Senat, um seine Frau Teri abzuholen. Währenddessen nähert sich der Eisberg der Küste. Versuche der United States Air Force den Eisberg zu zerstören, scheitern kläglich. Ungebremst zerstört er schließlich Boston und Massachusetts und droht als nächstes New York City zu vernichten. Vertrauend auf seine meteorologischen Kenntnisse fasst Bill den Entschluss, New York City anzusteuern,  um seine Tochter Julia, die in der Zwischenzeit gelandet ist, zu retten. In Connecticut trifft die Familie auf Gary, der nach Kalifornien unterwegs ist. Gewaltsam und unter Bedrohung von Bills Familie, stiehlt Gary das Auto. Auf seiner Fahrt kommt Gary schließlich in einem Fluss zu Tode.
Wenig später überquert Familie Hart den zugefrorenen Fluss zu Fuß. Sie kommen an ein vermeintlich leerstehendes Haus. Dort decken sie sich mit Kleidung und Lebensmitteln ein. Plötzlich steht ein kleiner Junge in der Tür und bittet die Harts, dass sie seinen Vater, der von einem umgekippten Regal eingeklemmt wurde, befreien. Aus Dank leiht Gerald ihnen sein Leichtflugzeug. Nun spürt man auch in New York City die Kälte und Julia beschließt mit ihrem Freund Logan die Stadt durch die U-Bahn-Tunnel zu verlassen. Durch den Lincoln Tunnel erreichen sie schließlich New Jersey.
Die Luftwaffe startet einen zweiten Versuch, den Eisberg zu zerstören, scheitert erneut. Familie Hart konnte alles im Leichtflugzeug beobachten, allerdings hat dieses ein Leck und droht abzustürzen. Die Notlandung glückt und in einem Hangar finden sie ein Auto, mit dem sie sich auf die Suche nach Julia durch die Ortung ihres Handys machen. Wenig später können sie Julia und ihren Freund finden. Zusammen fahren sie zur Freiheitsstatue, um dort Schutz zu suchen. Von dort aus beobachten sie den dritten Versuch der Luftwaffe, den Eisberg mit einer Atombombe zu zerstören. Dies glückt und New York City wird lediglich zugeschneit. Die Familie Hart und Logan schaut dem Schneepflug von der Freiheitsstatue zu.

## Hintergrund

### Produktion
Das Filmbudget wir auf 250.000 US-Dollar geschätzt. Gedreht wurde im Filmstudio von The Asylum in Los Angeles. Weitere Drehorte waren das Lacy Street Production Center in Los Angeles und die Sanna Movie Ranch in Agua Dulce.
Der Film bildet den Abschluss der sogenannten 2012-Trilogie. Zuvor erschien 2008 der Katastrophenfilm 2012: Doomsday sowie 2009 der Katastrophenfilm 2012: Supernova.

### Veröffentlichung
In den USA erschien der Film am 28. Juni 2011. In Deutschland startete der Film unter dem Titel Eiszeit – New York 2012 am 8. März 2012 in den Videoverleih. Im Fernsehen wird der Film auch unter dem Titel 2012: Das Jahr in dem die Erde gefriert beziehungsweise Das Jahr in dem die Erde gefriert vertrieben.

## Rezeption
„Katastrophen-Spektakel mit fadenscheinigen Effekten, das mit geringem (finanziellem) Aufwand und kaum ernst zu nehmenden Schauspielern Erfolgsstoffe à la "The Day After Tomorrow" zu kopieren versucht.“

„Unfreiwillig komische Klimakatastrophe .“

Cinema bezeichnet den Film außerdem noch als „Klimaschocker der billigen Sorte“.
Im Audience Score, der Zuschauerwertung auf Rotten Tomatoes, hat der Film bei über 250 Bewertungen eine Wertung von 15 %. In der Internet Movie Database hat der Film bei über 6.300 Stimmenabgaben eine Wertung von 2,2 von 10,0 möglichen Sternen (Stand: Februar 2024).